# Sznur strzelecki

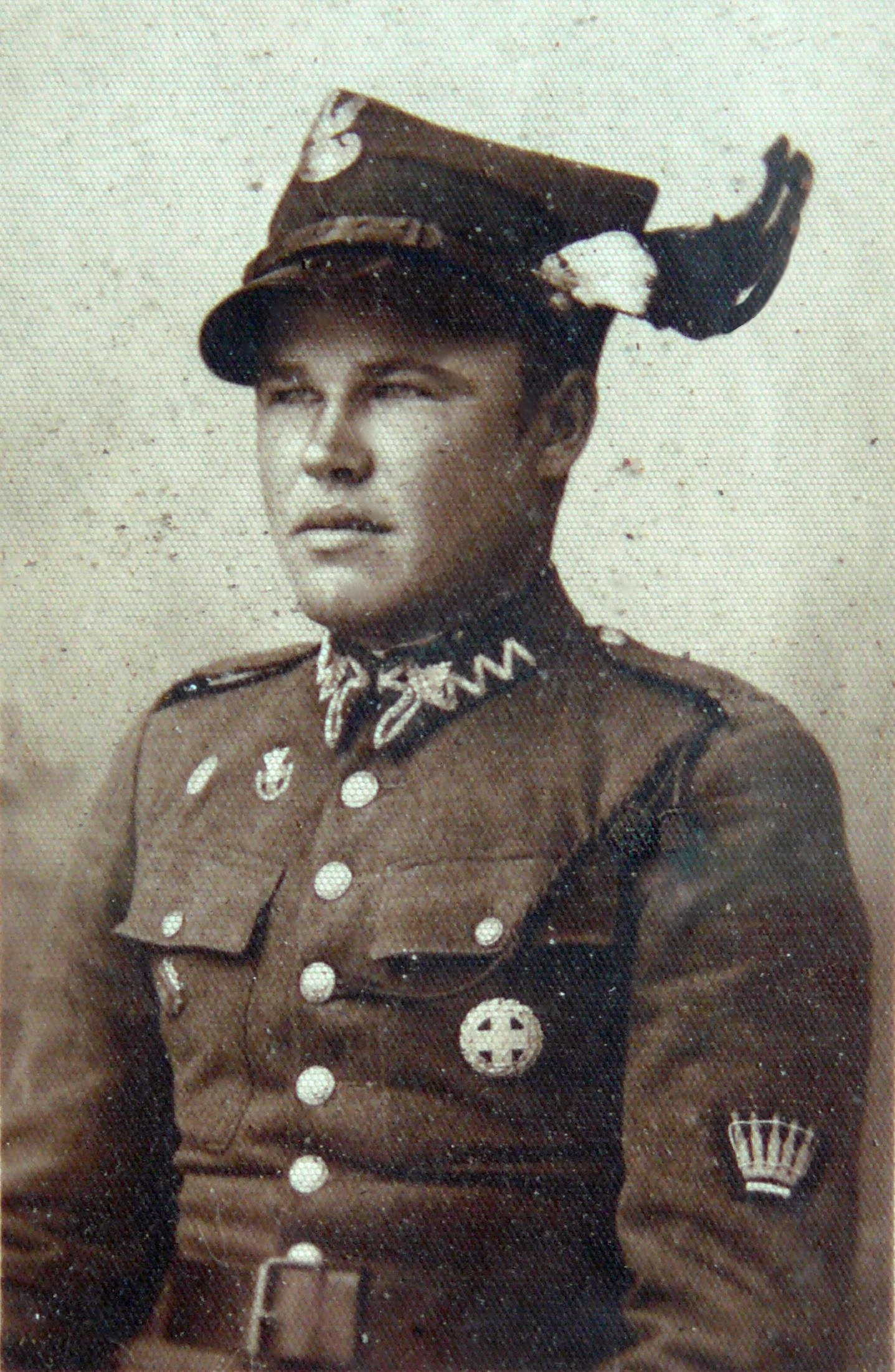
Żołnierz piechoty górskiej noszący sznur strzelecki

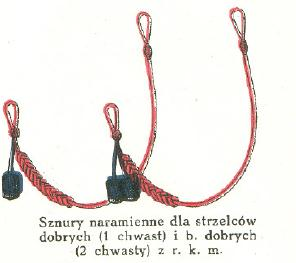
Sznury strzeleckie

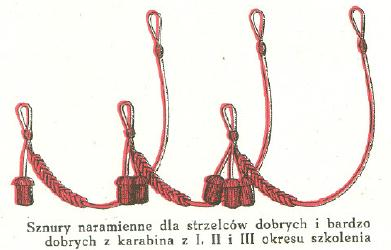
Sznury naramienne dla strzelców dobrych i b. dobrych z karabinu

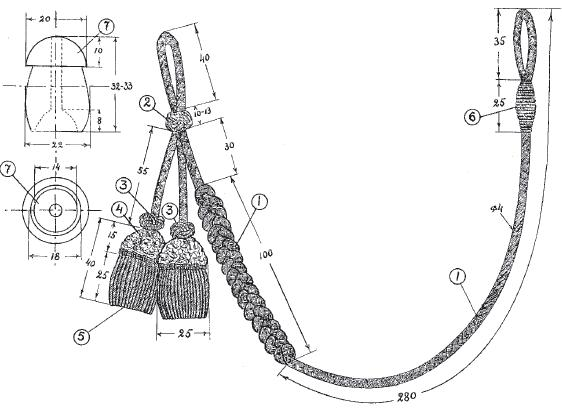
Sznur strzelecki wz. 31. 1. sznur; 2–3. przesuwki; 4. czapeczka; 5. frędzle; 6. baryłka; 7. grzybek

Sznur strzelecki – odznaka wyróżniająca żołnierzy Wojska Polskiego II RP, osiągających bardzo dobre wyniki w szkoleniu strzeleckim.

## Sznury w 1926
Wprowadzona została wyróżniająca oznaka strzelecka w postaci karmazynowych sznurów naramiennych z chwastami jako nagroda dla strzelców:.
- I stopień dla strzelca celnego – sznur z jednym chwaścikiem,
- II stopień dla Strzelca wyborowego – sznur z dwoma chwaścikami.

Chwaściki u dołu zamknięte posiadają następujące wymiary: wysokość 4,5 cm, średnica 2,5 cm.
Wymiary sznura strzeleckiego i sposób noszenia:
- długość całego sznura 45 cm,
- długość części plecionej 10 cm,
- grubość sznura 4 mm.

Sznur zakończony jest z obu stron pętlami do zapinania na guziki i nosi się na lewem ramieniu w ten sposób, że jeden koniec sznura zapina się na drugi od góry guzik kurtki, drugi zaś koniec na guzik ponad ramiennikiem w miejscu wszycia tegoż naramiennika do rękawa.
Sznury strzeleckie nosi się na kurtce, w wypadkach zaś noszenia płaszcza na płaszczu.

## 1931
Zmieniono regulamin przyznawania sznurów. Sznur strzelecki wz. 31 składał się z następujących części: sznura właściwego, tworzącego na końcu pętle, a w środku warkocz, jednego, dwóch lub trzech chwastów, jednej nieruchomej przesuwki i baryłki.
a) czerwone, opatrzone chwaścikami i noszone na lewej stronie piersi
- z jednym chwaścikiem dla „strzelec dobry”
- z dwoma chwaścikami dla „strzelec bardzo dobry”
- z trzema chwaścikami dla „strzelec wyborowy”

b) granatowe przeplatane żółtym, opatrzone chwaścikami granatowemi i noszone na lewej stronie piersi
- z jednym chwaścikiem dla strzelców mistrzowskiej kompanii pułku
- z dwoma chwaścikami dla strzelców mistrzowskiej dywizji.

Prawo noszenia sznurów granatowych zawiesza czasowo prawo noszenia sznurów czerwonych.
Sposób noszenia sznurów i ich wymiary – dotychczasowe.

## Wykonanie sznura
Sznury strzeleckie były wykonywane w dwóch barwach: czerwonej i granatowej (przeplatanej żółtymi nićmi).
- Rdzeń sznura był wykonany z jednoskrętowych nici bawełnianych, a oplecie sznura nićmi merceryzowanymi (technologia sprawiająca, że nici bawełniane uzyskują wysoki, trwały połysk).
- Przędza rdzenia i opięcia sznura czerwonego była barwy czerwonej (karmazynowej), a przędza rdzenia sznura granatowego była żółta. Przędza opięcia w połowie granatowa i w połowie żółta.
- Frędzle, czapeczka chwastu, przesuwki i baryłka przy pętli, wykonana ze sznura skręconego z dwóch nitek, z których każda powinna zawierać dwanaście nitek; w sznurach czerwonych były czerwone; w sznurach granatowych czapeczki, przesuwki stałe i baryłki były granatowe, a frędzle w połowie żółte, w połowie granatowe; przesuwki ruchome wykonane ze sznura skręconego z dwóch nitek żółtej i jednej granatowej, z których każda powinna zawierać 12 nitek.
- Rdzeń chwastu wykonany był z drewna brzozowego i barwiony na czerwono dla sznurów czerwonych lub nie barwiony dla sznurów granatowych.
- Denko rdzenia chwastu zaklejone tekturą z nalepioną satyną, czerwoną dla sznura czerwonego i żółtą dla granatowego.